# Commenailles
Commenailles ist eine Gemeinde in Frankreich. Sie gehört zur Region Bourgogne-Franche-Comté, zum Département Jura, zum Arrondissement Lons-le-Saunier und zum Kanton Bletterans. 

## Geographie
In der Gemeindegemarkung liegen mehrere kleine Seen wie der Étang de Bugnot, der Étang de Frache, der Étang Guillaume, der Étang au Roch, der Étang du Vernois, der Étang de la Nuisière und der Étang de la Belle Pomme. Die Nachbargemeinden sind Beauvernois (Département Saône-et-Loire) im Norden, Chaumergy und La Chaux-en-Bresse im Nordosten, Vincent-Froideville im Osten, Relans und Desnes im Süden sowie Chapelle-Voland im Westen.

## Geschichte
Die Gemeinde gehörte bis Mai 2006 zum Arrondissement Dole.

### Bevölkerungsentwicklung
| Jahr                       | 1962 | 1968 | 1975 | 1982 | 1990 | 1999 | 2008 | 2017 |
| -------------------------- | ---- | ---- | ---- | ---- | ---- | ---- | ---- | ---- |
| Einwohner                  | 710  | 687  | 608  | 662  | 688  | 720  | 748  | 890  |
| Quellen: Cassini und INSEE |      |      |      |      |      |      |      |      |

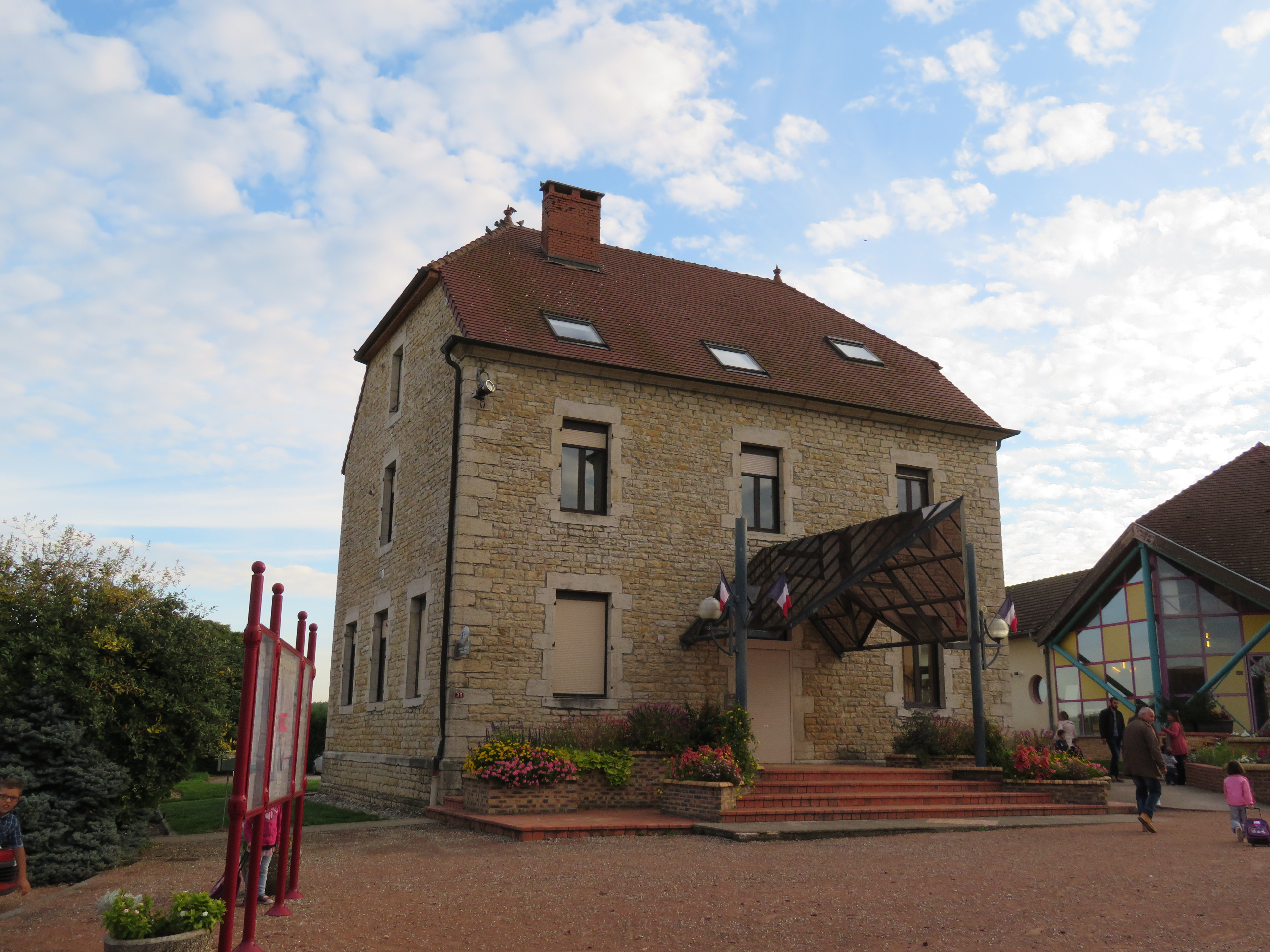
Mairie Commenailles
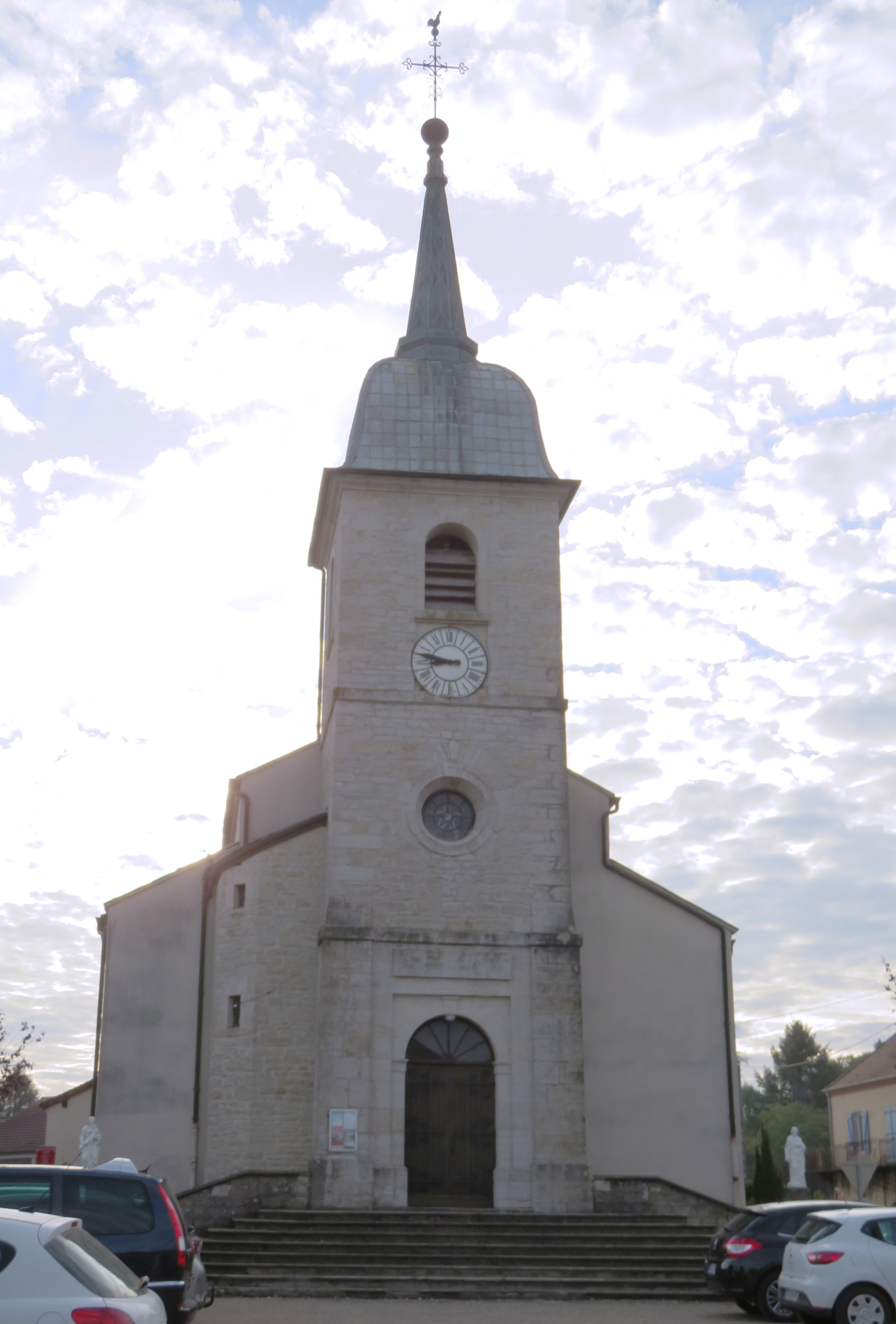
Kirche Sainte-Marie-Madeleine